# Ageniaspis nigra
Ageniaspis nigra är en stekelart som först beskrevs av Girault 1915.  Ageniaspis nigra ingår i släktet Ageniaspis och familjen sköldlussteklar. Inga underarter finns listade i Catalogue of Life.